# Universidade do Futebol
Criada em 2003, a Universidade do Futebol, é uma instituição que estuda, pesquisa, produz, divulga e propõe mudanças nas diferentes áreas e setores relacionados ao universo do futebol enquanto atividade econômica e importante manifestação do patrimônio cultural brasileiro, nas dimensões socioeducativas e no alto rendimento, conquistando nos últimos anos o reconhecimento e credibilidade da comunidade do futebol.
A Universidade do Futebol se sustenta em uma prática pedagógica e metodológica fundamentada cientificamente, mas que, sobretudo, procura preservar os aspectos lúdicos, artísticos e criativos do futebol brasileiro.
Uma das propostas básicas é provocar reflexões e mudanças de paradigmas que superem a visão conservadora ainda presente no futebol, acompanhando a evolução dos processos de aprendizagem e desenvolvimento tecnológico, além de oportunizar a aquisição de diferenciais competitivos e educacionais.
Com presença em mais de 30 países e cursos em português e espanhol, a Universidade do Futebol é hoje uma das principais referências em produção de conhecimento no futebol em nosso país. O grande objetivo, enquanto instituição produtora de conhecimento, é contribuir com o desenvolvimento do futebol e partilha deste conhecimento, cujos efeitos positivos possam influenciar a formação e capacitação de profissionais, fomentar políticas públicas, bem como impactar a governança corporativa e a integração entre os principais atores deste esporte.
Transformar o futebol através do conhecimento, dentro de um amplo contexto de desenvolvimento e inclusão social, faz parte da visão e da missão da Universidade do Futebol.

## Apoiadores Globais
O Fundo das Nações Unidas para a Infância- UNICEF é um dos principais parceiros nas iniciativas educacionais e de pesquisa da Universidade do Futebol compartilhando dos mesmos valores.
Apoiadores Globais: Western Union, VfL Wolfsburg e Fundación Fútbol Club Barcelona 

## Idealizador
João Paulo Medina (Cerqueira César, 8 de junho de 1948), é um ex-preparador físico, mestre em educação, professor e administrador de futebol,brasileiro, mais conhecido por ter criado a Universidade do Futebol e ter sido assistente técnico da Seleção Brasileira de Futebol, em 1991.
Formado em Educação Física, em 1970 pela Pontifícia Universidade Católica de Campinas, Medina, iniciou sua carreira aos 22 anos. Atuou em grandes clubes de São Paulo (como exemplo Palmeiras, Corinthians e São Paulo), na Seleção Saudita de Futebol e em clubes do mesmo país. Juntamente com o Dr. Osmar de Oliveira, criou o Departamento Integrado de Futebol no Corinthians, sendo um projeto pioneiro para clubes, que promovia uma integração das diferentes especialidades do futebol.
No Internacional, entre 2000 e 2001, coordenou um projeto inédito no futebol gaúcho, com repercussão nacional, ao implantar processos interdisciplinares de trabalho, integrando as dimensões política, administrativa e técnica, com ênfase nos investimentos estratégicos nas categorias de base do clube, revelando inúmeros talentos para o mercado nacional e internacional.
Foi professor em diversas instituições universitárias, entre elas UNICAMP e PUC-CAMPINAS.

## Metodologia
A Metodologia proposta pela Universidade do Futebol considera que esta modalidade esportiva é essencialmente uma manifestação humana, social e cultural e, sobretudo, deve ser tratada não de uma forma fragmentada e autoritária, mas considerando-se toda sua complexidade, envolvendo suas dimensões biológicas, psicológicas, sociais, culturais e espirituais inerentes a todos os seres humanos e, consequentemente, a todos os atletas.
Embora possa parecer um paradoxo combater a metodologia tradicional ainda dominante no futebol, a metodologia adotada pela Universidade do Futebol não nega ou rejeita a sua tradição. Ao contrário, este é um dos seus pressupostos básicos. A cultura lúdica dos brasileiros, expressa em seus jogos populares resulta em um estilo bonito, peculiar e refinado de jogar futebol que se aproxima da arte, graças à genialidade de seus jovens talentos. Isto é o que caracteriza o mundialmente famoso jeito brasileiro de jogar futebol.
Este processo de aprendizagem foi desenvolvido no Brasil durante o século XX, mais espontaneamente do que de forma pedagógica. Aos poucos, os aspectos lúdicos do jogo de futebol, os quais têm feito de nossos garotos verdadeiros artistas da bola, vêm sendo substituído por uma visão demasiadamente tecnicista do futebol. A abordagem analítica que destaca uma busca exacerbada do aperfeiçoamento dos gestos técnicos, tem resultado numa fragmentação do ato de ensinar futebol.
Sob um ponto de vista isolado, nota-se aqui uma supervalorização e hierarquização dos aspectos técnicos, que provoca ações mecânicas, pouco criativas e comportamentos estereotipados que geram problemas metodológicos sérios à compreensão do jogo. Isto é, produzem uma leitura insuficiente do jogo, com consequente soluções de baixa eficácia em termos de performance esportiva.
Quando privilegiamos o ensino fragmentado e estereotipado dos fundamentos técnicos (chute, passe, drible, controle de bola etc.) de forma limitada, monótona, repetitiva e individual, estamos nos distanciando dos aspectos mais criativos, imprevisíveis, intuitivos, lúdicos, coletivos e atitudes decisivas que caracterizam a essência do jogo de futebol.
Estudos e pesquisas com grandes jogadores do futebol brasileiro permitiram aos “experts” em pedagogia do esporte da Universidade do Futebol sistematizar os pressupostos básicos de sua metodologia. Eles concluíram que, a essência do ambiente de aprendizagem dos grandes talentos do futebol, está baseada nos aspectos lúdicos e competitivos e nos constantes e imprevisíveis desafios da prática do jogo.
Estas constatações têm desmistificado, portanto, um dos mais caros princípios da pedagogia tradicional que acredita que a simples repetição dos gestos técnicos (chute, passe, controle de bola, drible etc.), geralmente aplicada de uma forma automática e descontextualizada, seja suficiente para garantir um procedimento metodológico que qualifique um atleta a praticar o futebol.

## Soluções Oferecidas

### O que Faz
A Universidade do Futebol promove cursos online, presenciais e customizados, utilizando-se dos mais avançados recursos de tecnologias da informação e comunicação aplicados ao futebol e ao esporte. Realiza projetos técnicos em diferentes  segmentos do universo do futebol: clubes, federações, confederações, escolas de futebol, ONG’s e Governos.

### Para Quem Faz
Oferece soluções para: Clubes; Federações e Confederações; Secretarias  de Esporte e Educação; Escolas de Futebol  e Projetos Socioeducacionais; Estudantes e Interessados em atuar no futebol; Profissionais, atletas e ex-atletas; Universidades e Faculdades; Empresas e Marcas.

### Cursos que Oferece
| Cursos                                  | Conteúdo | Duração | Carga Horária | Formato                                            |
| --------------------------------------- | --- | ------- | ------------- | -------------------------------------------------- |
| *Princípios para Ensinar Bem o Futebol  | Em parceria com a UNICEF, apresenta conceitos fundamentais como: pedagogia da rua, ambientes de aprendizagem, esporte como direito, currículo de formação, etc. | 1 Mês   | 20 Horas      | Online                                             |
| *Gestão Técnica no Futebol              | Conteúdo estratégico para quem trabalha ou pretende trabalhar neste mercado cada vez mais competitivo. Traz uma visão da complexidade que envolve a integração das áreas políticas, administrativas e técnica do futebol atual. | 4 Meses | 80 Horas      | Online + 2 encontros presenciais (não obrigatório) |
| *Gestão e Marketing no Futebol          | Apresenta de forma simples e didática o funcionamento da indústria do esporte e do futebol no século XXI, destacando a importância gestão e do marketing neste cenário cada vez mais competitivo | 10 Dias | 5 Horas       | Online                                             |
| *Gestão e Marketing no Futebol II       | O curso dá sequência aprofundando o entendimento da estrutura administrativa do futebol, a gestão do futebol em clubes do Brasil e do exterior e o trabalho do gestor nos clubes de futebol. Compreenda melhor o funcionamento administrativo do futebol brasileiro | 15 Dias | 10 Horas      | Online                                             |
| *Análise de Jogo                        | Introduz conceitos importantes para saber como analisar o jogo. Principais diferenças entre análise de jogo e análise de desempenho no futebol, fornecendo importantes conceitos aos profissionais ligados a esta área | 10 Dias | 5 Horas       | Online                                             |
| *Análise de Jogo II                     | Dá sequência a importantes conceitos e ferramentas para quem busca realizar uma análise fundamentada sobre o jogo de futebol. Você entenderá a evolução e os principais métodos de coleta de dados do jogo, verá as diferenças e possibilidades das análises quantitativas e qualitativas, além de conhecer as diversas ferramentas e softwares disponíveis no mercado para a análise de jogo no futebol | 15 Dias | 10 Horas      | Online                                             |
| *Tática no Futebol                      | Conceitos fundamentais como estratégia, tática, modelo de jogo e princípios de defesa e ataque, entre outros, são apresentados de uma forma didática, intuitiva e bem fundamentada a partir de exemplos reais de jogo | 1 mês   | 20 Horas      | Online                                             |
| *Modelo de Jogo                         | Apresenta conceitos fundamentais para que você entenda e se aprofunde no modo como os treinadores desenvolvem a maneira de jogar de suas equipes | 2 Meses | 30 Horas      | Online                                             |
| *Preparação Física no Futebol           | Traz um conteúdo fundamental para quem deseja entender a aprofundar nesta área. O curso aborda aspectos de fisiologia, princípios de treinamento, aplicação de jogos reduzidos até os desafios do trabalho em uma comissão técnica cada vez mais integrada | 1 Mês   | 20 Horas      | Online                                             |
| *Jogos Reduzidos e Adaptados no Futebol | Curso completo para quem busca aprender ou aperfeiçoar seus ambientes de treinos. Descubra como organizar jogos para extrair o máximo de seus jogadores e desenvolver a forma de jogar de sua equipe | 1 Mês   | 20 Horas      | Online                                             |
| *Treinando Através de Jogos: o passe    | Apresenta diversos jogos de forma didática e explicativa com ênfase neste fundamento | 15 Dias | 10 Horas      | Online                                             |

## Instituto Universidade do Futebol Social

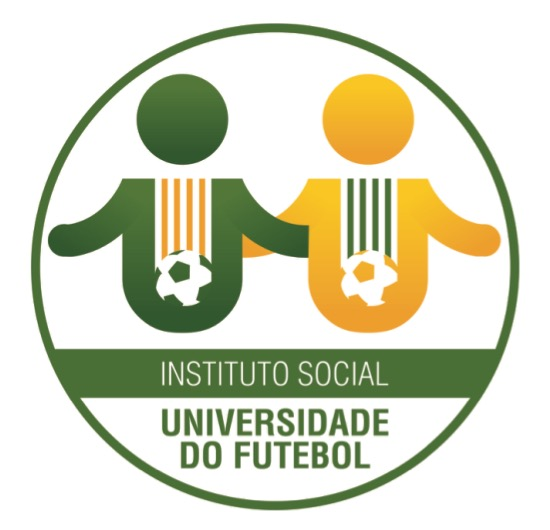
Instituto Universidade do Futebol Social

Iniciada em 2012 através do trabalho da Organização Liderança Esportiva e Social (O.L.E Social), hoje é um braço da Universidade do Futebol e, desenvolve e executa, projetos utilizando o esporte como ferramenta de transformação e inclusão social. O Instituto Universidade do Futebol Social é uma associação civil de direito privado sem fins lucrativos.
Tem por finalidade democratizar o conhecimento através de práticas socioeducacionais e culturais, à distância e presenciais, promovendo o futebol e o esporte com toda a sua potencialidade, considerando-os como veículos de transformação para crianças, jovens e adultos, e inspirando mudanças positivas na sociedade. Favorecer o desenvolvimento da igualdade de oportunidade entre pessoas, mediante a elaboração e participação em programas e projetos educacionais e esportivos, destinados prioritariamente às camadas menos favorecidas da população.

### Missão
Democratizar o conhecimento através de práticas socioeducacionais e culturais, promovendo o futebol e o esporte com toda a sua potencialidade, considerando-os como veículos de transformação para crianças jovens e adultos e inspirando mudanças positivas na sociedade.

### Visão
Ser uma organização reconhecida pela sua transparência, ética e referência no seu trabalho realizado como agente de transformação social através da cultura do futebol e do esporte.

### Valores
Ética, Transparência, Defesa do direito ao Esporte, Inclusão Social, Cidadania, Igualdade de Gêneros e Oportunidades, Respeito às diversidades.

## Projetos Incentivados
- Educar pelo Futebol – Meu Time é Nota 10: Tem como objetivo transformar o futebol em ferramenta para o desenvolvimento e proteção de crianças e jovens de todo o país que buscam a profissionalização no esporte, através da formação de seus agentes em clubes, academias, escolinhas de futebol e projetos socioeducacionais.

- Educar pelo Esporte: O objetivo desse programa é ajudar o Brasil a garantir condições essenciais para o desenvolvimento de crianças e adolescentes, garantindo o direito ao esporte seguro e inclusivo, usando o esporte como um meio para assegurar outros direitos e reduzir as barreiras sociais, econômicas, culturais, físicas, étnico-raciais e geográficas.